# 母癸甗
母癸甗，为西周早期的青铜器，属于蒸饮器、礼器，现藏于上海博物馆。

## 特点
1927年，陕西军阀党玉琨在宝鸡县戴家湾盗掘出土母癸甗，通高50.2厘米、口径31.3厘米。后经流转，由宋景文、唐祖詁捐赠给上海博物馆。其形状为三柱嘴，口内侧铸铭文二行三字，为氏族徽记，是祭祀母亲“癸”的祭器。

## 图库

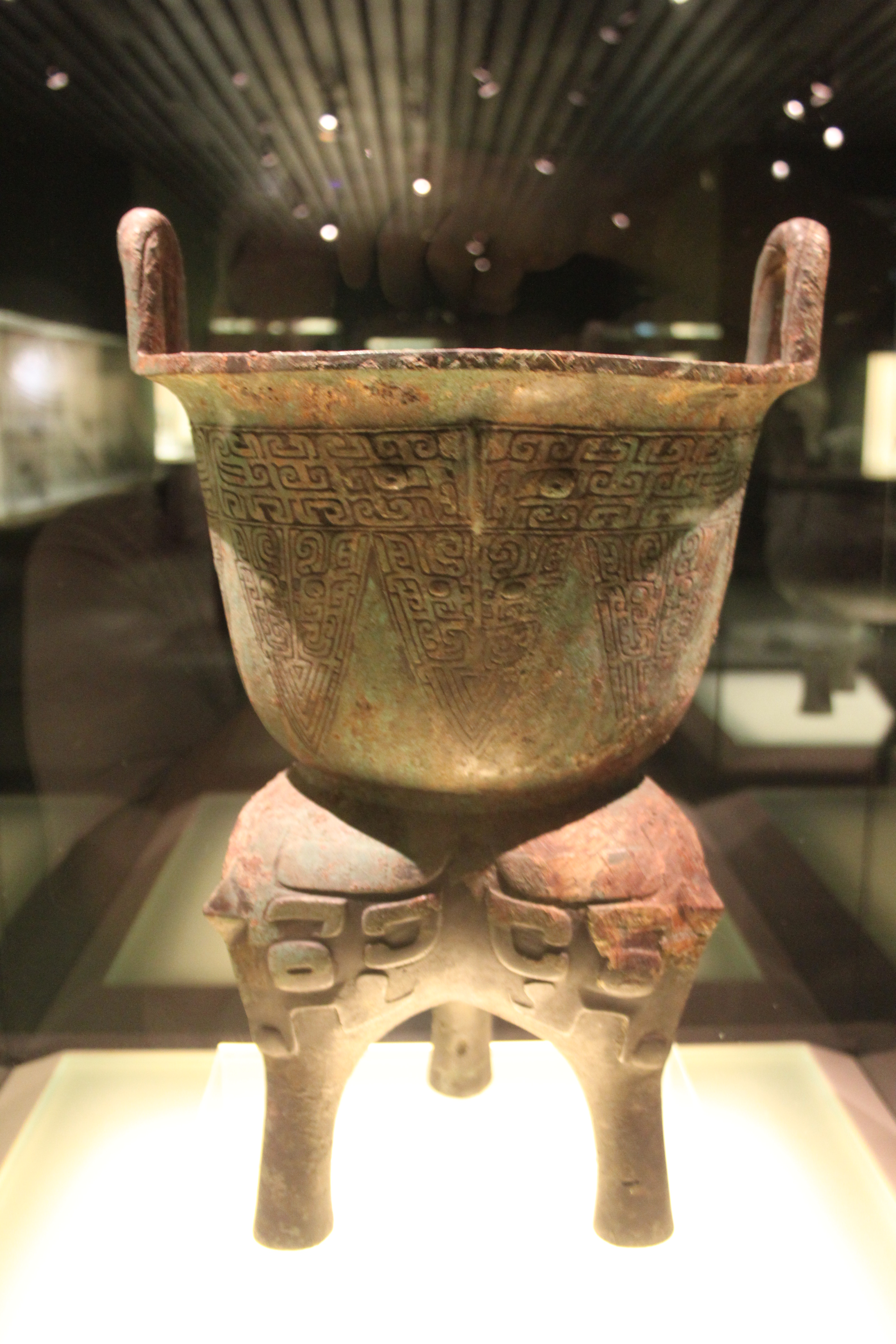
母癸甗
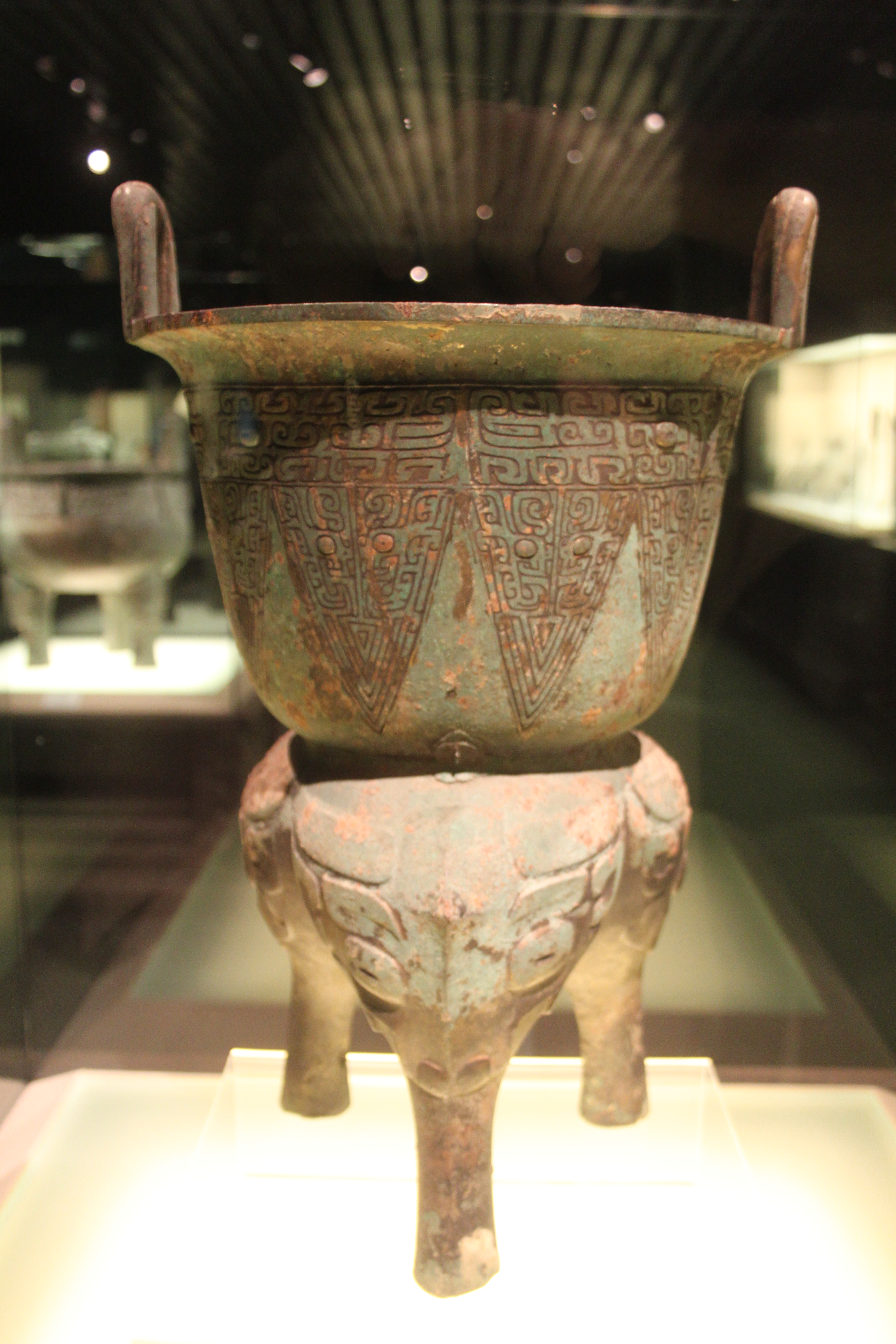
母癸甗
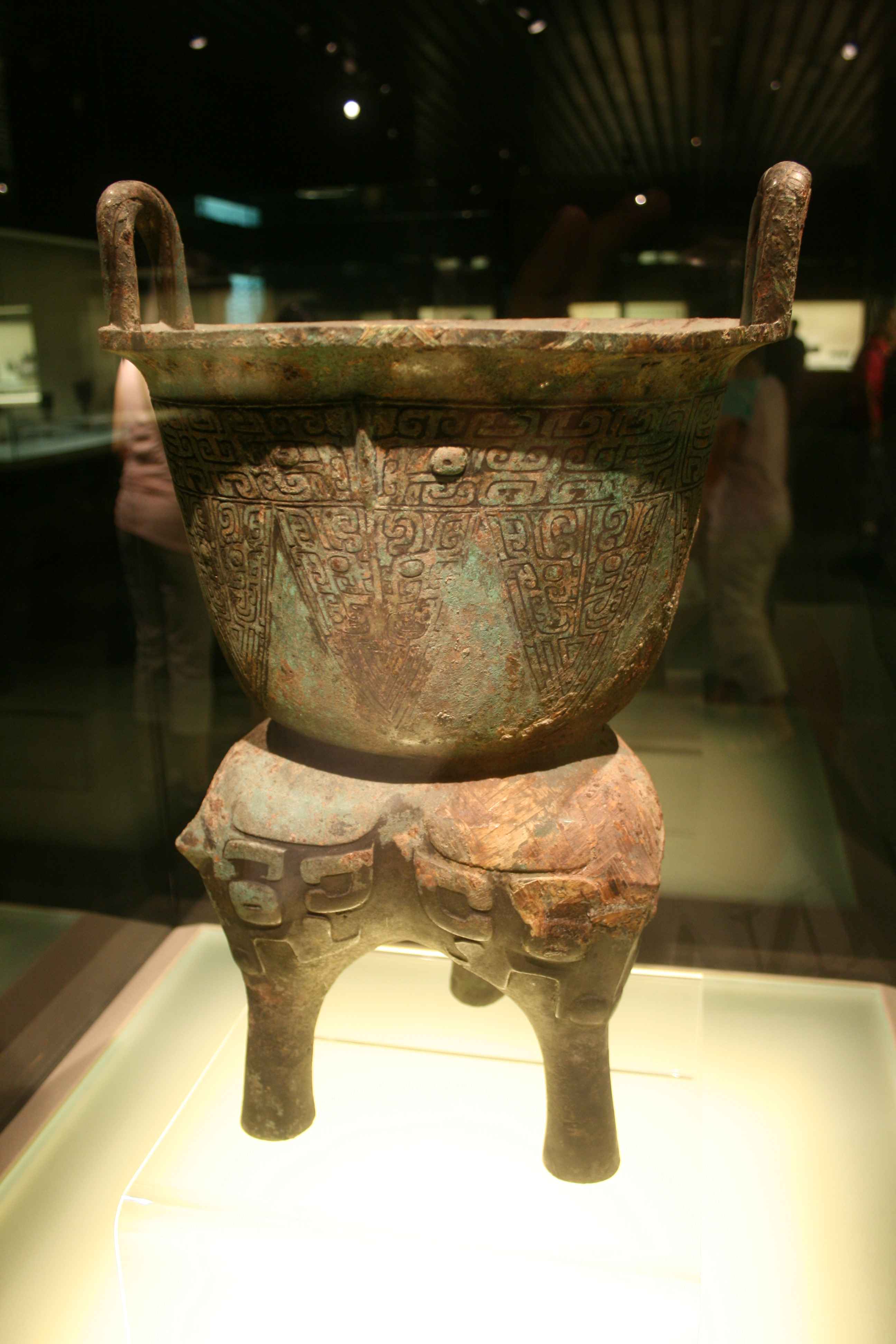
母癸甗

## 相关
- 妅簋
- 甲簋